# Rebellion
Rebellion — немецкая heavy metal группа. Была создана в 2001, когда гитарист Уве Лулис решил объединить свои усилия с Томи Гёттлихом.

## История
Первая работа группы вышла в 2002 году и называлась «Shakespeare’s Macbeth — A Tragedy In Steel». Это был концептуальный альбом по произведению Уильяма Шекспира «Макбет».
В 2003 году выходит «Born A Rebel». Альбом представлял собой энергичный heavy metal с текстами про мотоциклы, метал и войну.
В 2005 году выходит «Sagas Of Iceland — The History Of The Vikings», тематику которого продолжили «Miklagard» (2007) и «Arise — From Ginnungagap To Ragnarok» (2009). Трилогия посвящена викингам: их верованиям, культуре и истории.
В 2011 году был собран новый состав группы и начата работа над новым альбомом, который вышел 26 октября 2012 года.

## Участники
- Михаэль Зайферт (Michael Seifert) — вокал (2000-)
- Томи Гёттлих (Tomi Göttlich) — бас (2000-)
- Оливер Гайбиг (Oliver Geibig) — гитара (2011-)
- Штефан Карут (Stephan Karut) — гитара (2011-)
- Матиас Карле (Matthias Karle) — ударные (2011-)

### Бывшие участники
- Бьорн Айлен (Björn Eilen) — гитара (2001—2005)
- Рэнди Блэк (Randy Black) — барабаны (2001—2003)
- Уве Лулис (Uwe Lulis) — гитара (2000—2010)
- Симоне Венцель (Simone Wenzel) — гитара (2005—2010)
- Герд Люкинг (Gerd Lücking) — барабаны (2003—2010)

## Дискография

### Альбомы
- Shakespeare's Macbeth — A Tragedy in Steel (2002)
- Born a Rebel (2003)
- Sagas of Iceland — The History of the Vikings Volume 1 (2005)
- Miklagard — The History of the Vikings Volume 2 (2007)
- Arise: From Ginnungagap to Ragnarök — The History of the Vikings Volume 3 (2009)
- Arminius — Furor Teutonicus (2012)
- Wyrd Bið Ful Aræd – the History of the Saxons (2015)
- A Tragedy in Steel Part II: Shakespeare's King Lear (2018)
- We Are The People (2021)

### Другие релизы
- «Miklagard» [Single] (2006)
- «The Clans Are Marching» [EP] (2009)